# Le Couronnement d'épines (Le Caravage, Vienne)
Ne doit pas être confondu avec Le Couronnement d'épines (Le Caravage, Prato).
Pour les articles homonymes, voir Le Couronnement d'épines.
Le Couronnement d'épines est un tableau de Caravage peint au début du XVIIe siècle (probablement vers 1602-1603) et conservé au Kunsthistorisches Museum de Vienne en Autriche. Il existe une autre version de ce même thème et probablement par le même auteur, dont la datation est également estimée autour de 1602 ou 1603 et qui est conservée à Prato.

## Historique
L'attribution du tableau à Caravage ne pose plus guère de difficultés, depuis sa redécouverte par Roberto Longhi au XXe siècle. Malgré certains doutes au fil des années, émis notamment par les conservateurs du Kunsthistorisches Museum eux-mêmes, désormais l'attribution à Caravage n'est guère contestée.
En revanche, de nombreuses questions restent irrésolues quant à sa date exacte de création, qui va de 1599 pour certains auteurs jusqu'à 1607 pour d'autres ; néanmoins la plupart des spécialistes s'accordent sur une datation plus probable entre 1602 et 1603,, voire 1604. 
Cette toile est une commande de Vincenzo Giustiniani, le protecteur d'alors de Caravage ; il reste en possession de la famille Giustiniani jusqu'en 1809. À cette date, il est racheté par l'ambassadeur autrichien au Vatican pour le compte de François 1er d'Autriche. Des problèmes d'ordre juridique retardent son exportation, mais en 1816 le Couronnement arrive enfin à Vienne, où il se trouve toujours depuis.

## Description
Le tableau, qualifié de « dessus-de-porte » dans sa toute première mention en 1638 au sein de la collection Giustiniani, fait référence à une scène évangélique lors de laquelle Jésus, qui a été arrêté par les Romains et sera bientôt exécuté, se trouve en prison : il y est torturé par ses bourreaux qui le flagellent et le tournent en ridicule. Pour dénigrer son apparent statut de « roi des Juifs », ils lui font porter une couronne et un sceptre ; mais le sceptre est en roseau et la couronne est faite d'épines.

« Alors les soldats du gouverneur emmenèrent Jésus dans le prétoire et rassemblèrent autour de lui toute la garde. Ils lui enlevèrent ses vêtements et le couvrirent d'un manteau rouge. Puis, avec des épines, ils tressèrent une couronne, et la posèrent sur sa tête; ils lui mirent un roseau dans la main droite et, pour se moquer de lui, ils s'agenouillaient en lui disant: "Salut, roi des Juifs !" »

— Mt 27,27-29.
Le tableau de Caravage est donc tout à fait fidèle à ce texte fondateur : le Christ est bien vêtu du manteau rouge, et il subit les outrages de ses bourreaux. Quatre figures en buste sont visibles, dans un léger effet de contre-plongée ; autour du Christ en position centrale, deux bourreaux s'affairent derrière lui à poser sur sa tête une couronne d'épines à l'aide de longs bâtons, tandis qu'au premier plan un homme en armure contemple la scène.